# Bartosz Warchoł
Bartosz Warchoł (16 de gener de 1992) és un ciclista polonès, professional des del 2015 i actualment a l'equip Team Hurom.

## Palmarès
- 2014
  - Vencedor d'una etapa a la Carpathia Couriers Path
- 2015
  - 1r a la Visegrad 4 Bicycle Race-GP Polski Via Odra